# Fólie

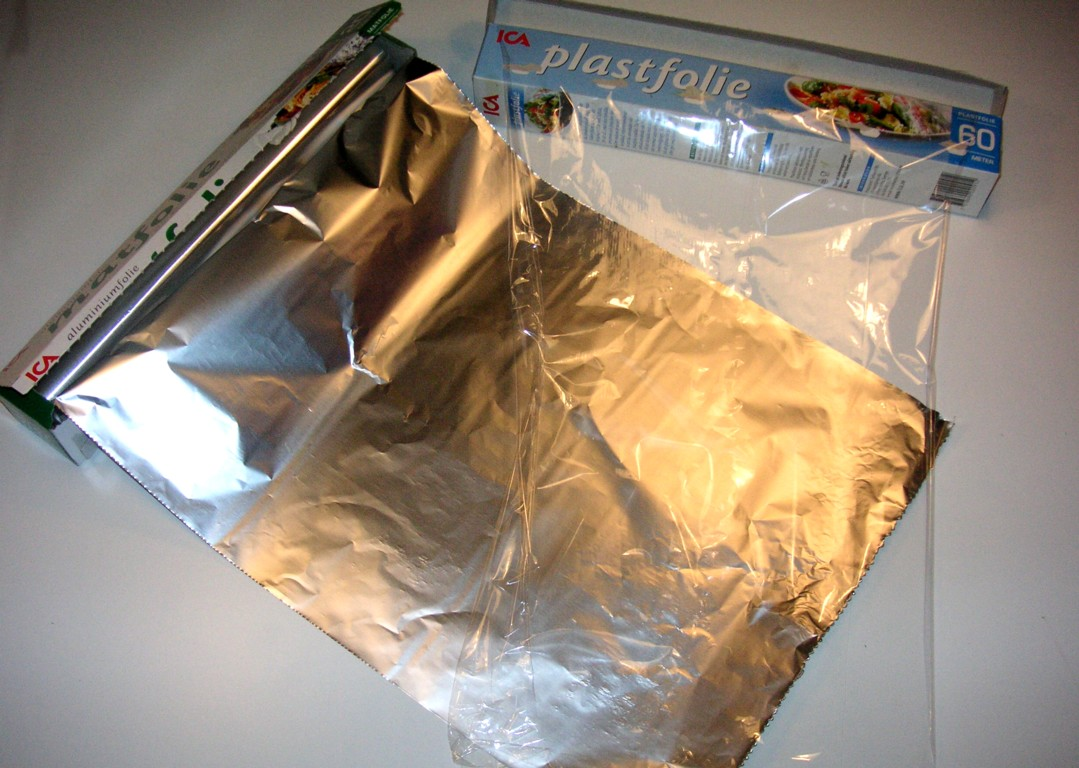

Fólie (z lat. folium, list) je obvykle velmi tenká blána zpravidla vyrobená z kovu či plastu.
V praxi se fólie užívají k různým účelům, zejména k výrobě nejrůznějších druhů obalů. Z fólií bývají vyrobeny i některé speciální druhy oděvů.
Polypropylenové plastové fólie jsou známy pod názvem igelit či mikroten. Z igelitu se běžně vyrábějí například pláště do deště (pršipláště), různé pytle a sáčky. Z tlustších igelitových fólií lze postavit jednorázový zahradní skleník či pařeniště, lidově přezdívané „fóliák“.
Celulózové fólie jsou užívány pod obchodním názvem celofán.
K balení a bezpečné přepravě předmětů slouží bublinková fólie.
Specializovanými fóliemi jsou různé druhy filmových, fotografických a reprografických fólií (např. fotografický film). Ze speciálních fólií bývají vyrobeny pružné disky či magnetofonové pásky.
Kovové fólie jsou známé jako staniol (cínová fólie) nebo alobal (hliníková fólie). Specializované kovové fólie se užívají například při zlacení a jiném zdobení předmětů nebo při výrobě galanterie a bižuterie.
Jiné specializované fólie se používají v polygrafii nebo v knihvazačství při vazbě knih.
Nahrávací fólie je kovová nebo želatinová deska sloužící k netrvalému zachycení zvuku.
V gramofonovém průmyslu se lisují také neobvyklé formy gramofonových desek, například průhledné gramodesky na tenké fólii – zpravidla k propagačnímu účelu. (Nemohou nanahrazovat běžnou gramodesku, protože mají omezené frekvenční pásmo a degradují zvukový záznam.)